# Arpeni
Arpeni (Արփենի en idioma armenio) es una aldea en el Marz (región) de Shirak, Armenia. 

## Datos básicos
Conocido hasta 1978 como Palutli (Փալութլի armenio), su término municipal está situado a una altitud de entre 1900 y 1970 metros y se encuentra dividido informalmente en los barrios Antiguo y Nuevo. La parte nueva se construyó después del terremoto de 1988. La población que habita en conjunto es de 397 personas.

## Imágenes

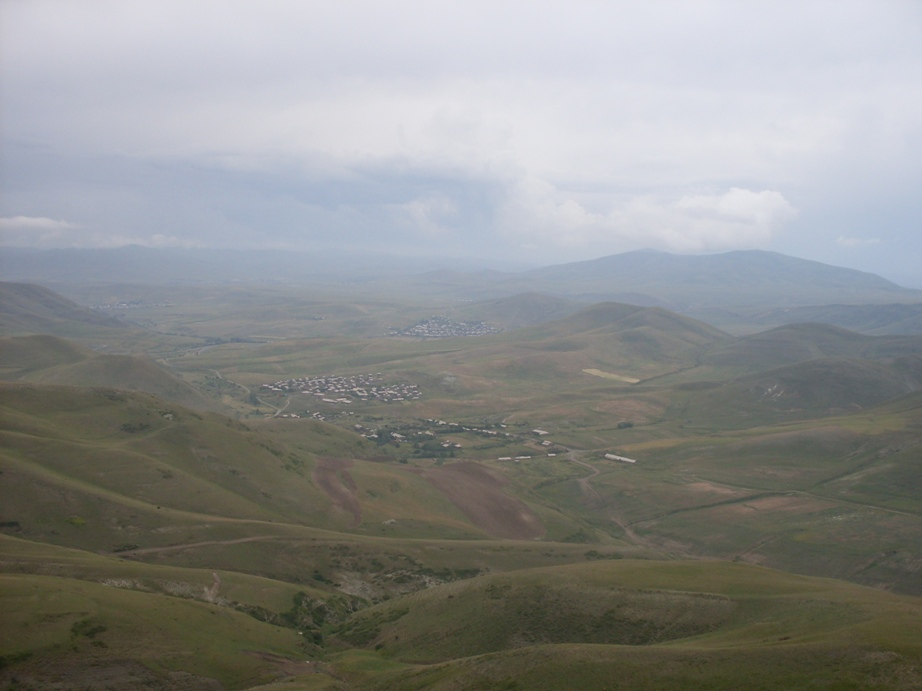
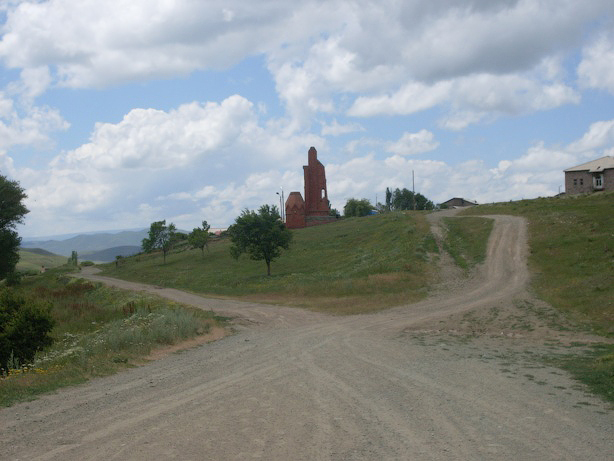
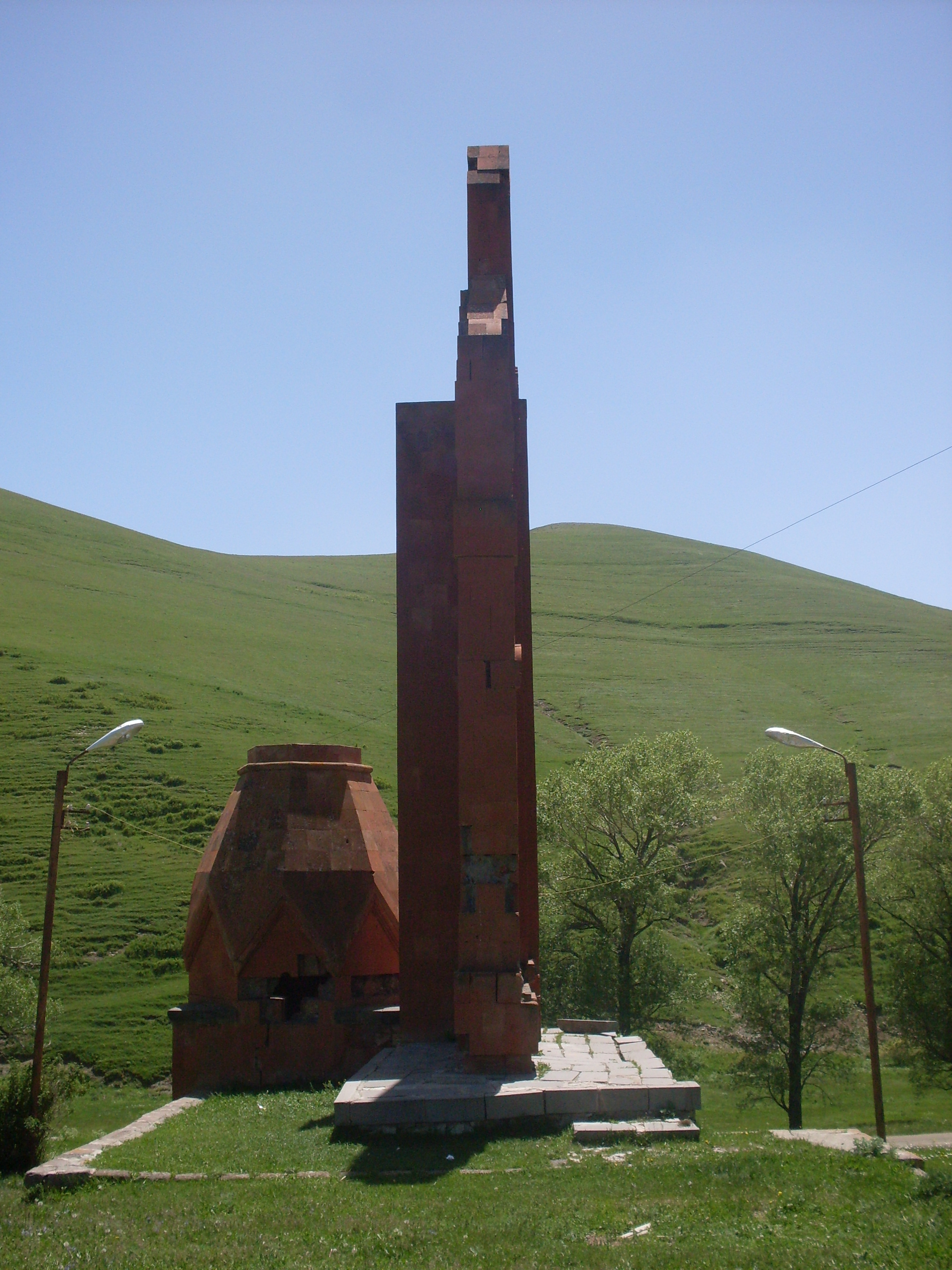
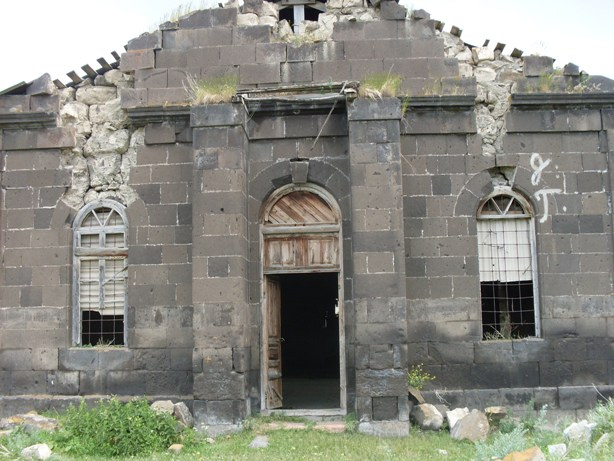
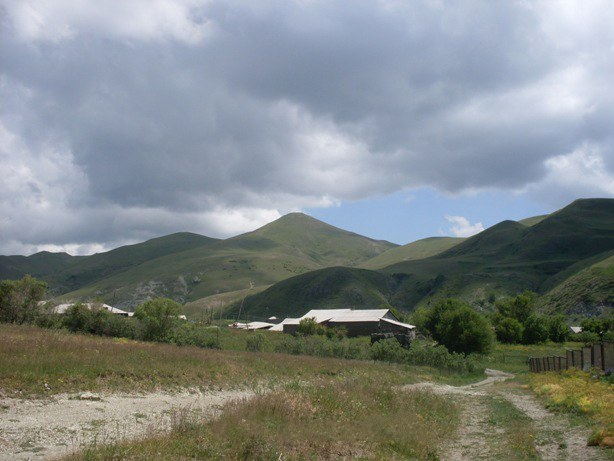
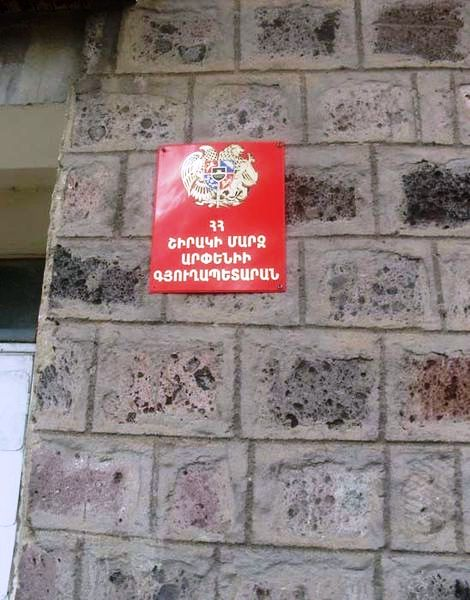
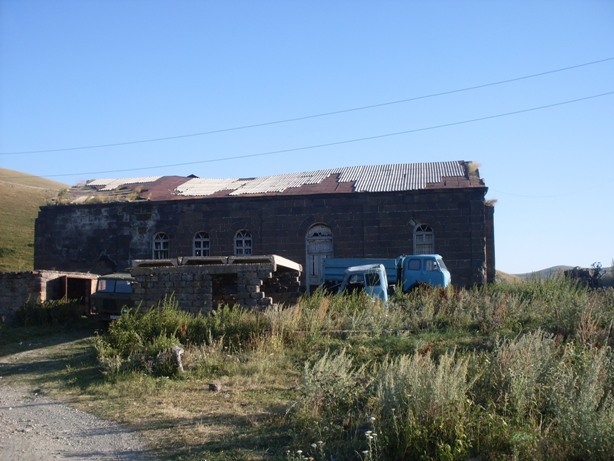
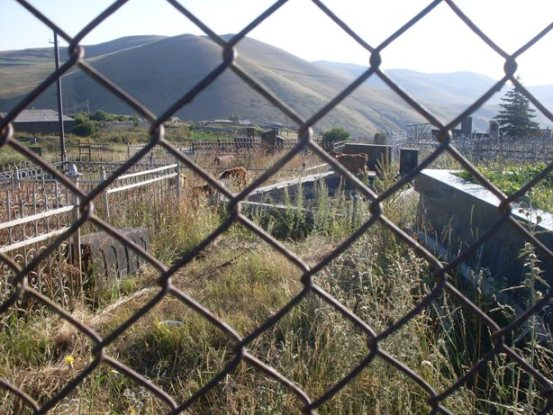